# Creighton Williams Abrams mlajši
‎
Creighton Williams Abrams mlajši, ameriški general, * 15. september 1914, Springfield, Massachusetts, ZDA, † 4. september 1974, Washington, ZDA.